# 拉戈阿韦梅利亚
拉戈阿韦梅利亚是巴西南大河州的一个市镇。总面积1262.225平方公里，总人口27434人，人口密度21.7人/平方公里。